# Франк Баїнімарама
Френк Байнімарама (фідж. Frank Bainimarama; повне ім'я Хосая Воренге Мбаїнімарама, фідж. Josaia Voreqe Bainimarama) — військовий і політичний діяч Фіджі, прем'єр-міністр Фіджі 5 січня 2007 — 24 грудня 2022. Двічі виконувач обов'язків президента Фіджі (2000 і 2006—2007).

## Біографія
Народився 27 квітня 1954 року. Був головнокомандувачем фіджійських збройних сил у 1998—2014 роках. Здійснив два військово-державні перевороти на Фіджі: 29 травня 2000 року і 5 грудня 2006 року з метою, як він вважав, встановлення порядку. Після цих переворотів двічі був виконувачем обов'язків президента Фіджі (29 травня — 13 липня
2000 року і 5 грудня 2006 — 4 січня 2007 року). 5 січня 2007 року став тимчасовим, а потім і постійним прем'єр-міністром Фіджі, у руках котрого зосереджена реальна влада Фіджі, бо президент Фіджі є лише представницькою фігурою.